# Williams Inteuropa
Williams Inteuropa è stata una casa editrice italiana di fumetti attiva negli anni Settanta.

## Storia
Diretta da Ferruccio Alessandri, Williams pubblicò albi a fumetti di Stanlio e Ollio, Calimero, Casper e di Volpe e corvo (The Fox and the Crow in originale) sulla testata Fix & Fox.
Dal 1971 la casa editrice fu licenziataria dei diritti sui personaggi DC Comics, detenuti in precedenza da Arnoldo Mondadori Editore. In quell'anno esordirono due collane dedicate a Superman e a Batman, che si chiusero entrambe dopo 11 albi. Nel 1972, oltre a Tomahawk, entrambe le collane vennero rilanciate a fianco di Flash; Batman si protrasse fino a dicembre 1973 (21 albi), mentre Flash e Superman vennero interrotti nel marzo dello stesso anno rispettivamente dopo 15 e 16 numeri. L'Uomo d'Acciaio, in coppia con Superboy, fu però ancora protagonista di una collana che proseguì per 27 numeri fino a luglio del 1974. I diritti DC furono rilevati due anni dopo da Editrice Cenisio.
Williams fu inoltre la prima casa editrice che presentò sul mercato italiano albi dal formato simile a quello statunitense, a 32 pagine e a colori.